# Isabelia pulchella
Isabelia pulchella là một loài thực vật có hoa trong họ Lan. Loài này được (Kraenzl.) C.Van den Berg & M.W.Chase mô tả khoa học đầu tiên năm 2001.

## Hình ảnh

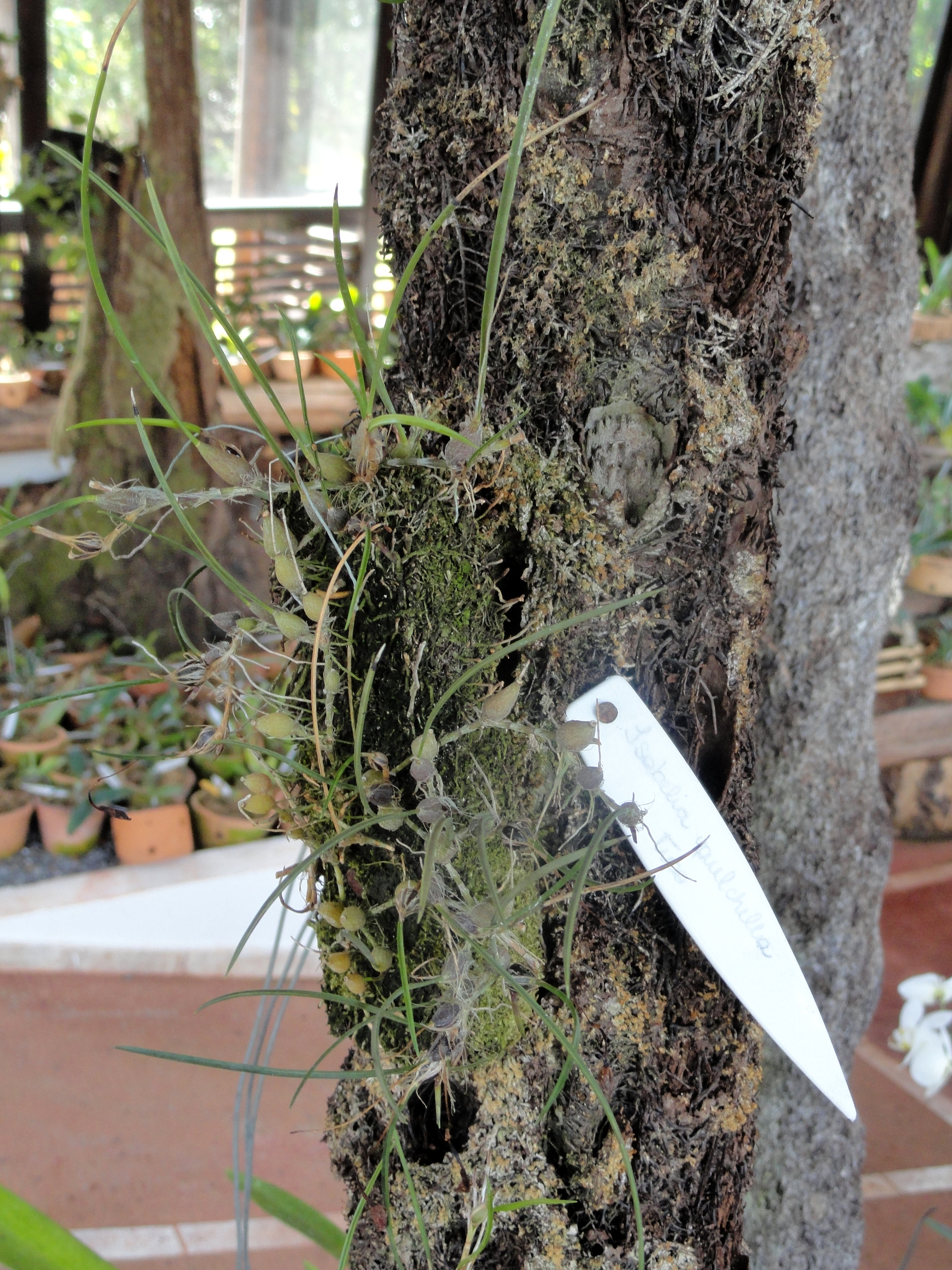